# Anthiyur
Anthiyur è una suddivisione dell'India, classificata come town panchayat, di 19.697 abitanti, situata nel distretto di Erode, nello stato federato del Tamil Nadu. In base al numero di abitanti la città rientra nella classe IV (da 10.000 a 19.999 persone).

## Geografia fisica
La città è situata a 11° 34' 43 N e 77° 34' 41 E.

## Società

### Evoluzione demografica
Al censimento del 2001 la popolazione di Anthiyur assommava a 19.697 persone, delle quali 10.109 maschi e 9.588 femmine. I bambini di età inferiore o uguale ai sei anni assommavano a 1.779, dei quali 954 maschi e 825 femmine. Infine, coloro che erano in grado di saper almeno leggere e scrivere erano 14.061, dei quali 7.916 maschi e 6.145 femmine.